# Караваинка
Караваинка — село в Дубовском районе Волгоградской области России. Входит в состав Горнобалыклейское сельского поселения. 
Население — 102 (2010)

Основано в 1730-х как станица Караваинская.

## География
Село расположено на севере Дубовского района в степной местности в пределах Приволжской возвышенности, относящейся к Восточно-Европейской равнине, на западном берегу Волгоградского водохранилища. Село занимает полуостров, образованный двумя заливами Волгоградского водохранилища. Центр села расположен на высоте около 50 метров над уровнем моря. Почвы — каштановые. Почвообразующие породы — пески.

## История
Основано в 1730-х как станица Караваинская Волжского казачьего войска. В 1749 году построена деревянная Никольская церковь. В 1778 год за участие в Пугачёвском бунте волжские казаки были выселены. Земли были переданы в казну. Новое заселение началось около 1780 года. Первоначально поселенцы владели землей по захвату. Впоследствии селу был отведён земельный надел, составлявший в конце XIX века 18627 десятин удобной и неудобной земли (надел был общим с хуторами Студёнка, Варькин и Щепкин).
В 1780-1812 годах сооружёна Караваинская водопродная система. Лестничный рельеф сырта на котором основали село помог в проектировании объекта. В систему входят: два родника питающих систему, 4 бассейна-накопителя расположенные по Центральной улице Караваинки. 
До 1890 года село относилось к Липовской волости Царицынского уезда Саратовской губернии, затем передано в состав Романовской волости. Помимо хлебопашества крестьяне занимались бахчеводством, садоводством, огородничеством, судоходством и рыболовством. В 1889 году произошёл сильный пожар. После него село было отстроено по плану. В 1890 году открыта земская школа. В селе имелась почтовая станция.
В 1919 году село в составе Царицынского уезда включено в состав Царицынской губернии.
В 1928 году включено в состав Камышинского района Нижне-Волжского края (с 1934 года Сталинградского края). В 1935 год передано в состав Балыклейского района Сталинградского края (с 1936 года — Сталинградской области, с 1962 года — Волгоградской области).
В связи со строительством Сталинградской ГЭС село частично попало в зону затопления. В 1952 году начался перенос части села выше зоны затопления. В 1963 году в связи с ликвидацией Балыклейского района село было включено в состав Камышинского района. В 1965 году передано в состав Дубовского района. С 2005 года — в составе Горнобалыклейское сельского поселения

## Население
Динамика численности населения
| 1862 | 1882 | 1894 | 1897 | 1911 | 1987 | 2002 |
| ---- | ---- | ---- | ---- | ---- | ---- | ---- |
| 1346 | 1243 | 1973 | 1573 | 1614 | ≈240 | 137  |

| 2010 |
| ---- |
| 102  |

### Известные жители
Карпов, Георгий Иванович (1890—1947) — историк, этнограф; ответственный секретарь ЦИК Туркменской ССР (1926—1929, 1937—1938).

## Транспорт
К селу имеется подъездная дорога от федеральной автодороги Р228 (3,6 км). По автомобильным дорогам расстояние до областного центра города Волгограда составляет 140 км, до районного центра города Дубовка — 93 км, до города Камышина — 55 км, до административного центра сельского поселения села Горный Балыклей — 30 км.